# Cliffony
54°26′2″N 8°27′15″V / 54.43389°N 8.45417°V
Cliffony er en landsby i County Sligo, i Republikken Irland.
I 2002 boede der 327 indbyggere i byen.